# Pak Chol-min (Fußballspieler)
Pak Chol-min (* 10. Dezember 1988) ist ein nordkoreanischer Fußballspieler.

## Karriere
Pak tritt international als Spieler der Rimyongsu SG in Erscheinung.
2005 nahm der Stürmer mit der nordkoreanischen U-17-Auswahl an der U-17-Weltmeisterschaft in Peru teil und scheiterte mit dem Team erst im Viertelfinale nach Verlängerung an Brasilien. Im Technischen Bericht des Turniers werden Pak und sein Sturmpartner Ri Hung-ryong als herausragende Spieler ihres Teams geführt und als „typengleiche Sturmspitzen, sehr schnell, wendig und beweglich, durch permanente Positionswechsel eine Gefahr für jeden Gegner“ beschrieben. Beim Gewinn der U-19-Asienmeisterschaft 2006 gehörte Pak zum Aufgebot und kam im Turnierverlauf zu fünf Einsätzen, in denen ihm ein Treffer gelang. Bei der 2007 in Kanada ausgetragenen U-20-WM gehörte der Angreifer nicht mehr zum Stammpersonal und kam beim Vorrundenaus zu drei Teileinsätzen, Mannschaftskapitän Kim Kum-il und Jong Chol-min erhielten den Vorzug im Angriff.
Mit der nordkoreanischen Olympiaauswahl (U-23) scheiterte er 2007 in der finalen Qualifikationsrunde für die Olympischen Spiele 2008 in Peking, 2009 belegte er mit dem Olympiateam bei den Ostasienspielen in Hongkong den vierten Rang.
Im Oktober 2007 spielte er für die nordkoreanische Nationalmannschaft in den beiden Erstrundenpartien der WM-Qualifikation gegen die Mongolei und trug mit drei Treffern zum ungefährdeten Einzug in die nächste Runde bei. 2008 spielte er mit einer B-Auswahl der Nationalmannschaft im AFC Challenge Cup und kam im Turnierverlauf zu vier Einsätzen, in der Finalrunde der Ostasienmeisterschaft 2008 blieb er ohne Einsatz. 2010 war er erneut Teil einer B-Auswahl, als man mit dem Gewinn des AFC Challenge Cup 2010 die Qualifikation für die Asienmeisterschaft 2011 schaffte. Pak kam dabei nur im Auftaktspiel gegen Turkmenistan zum Einsatz und gehörte nach dem zweiten Vorrundenspiel nicht mehr zum Aufgebot.